# تیجانی بابانگیدا
تیجانی بابانگیدا (انگلیسی: Tijani Babangida؛ زادهٔ ۲۵ سپتامبر ۱۹۷۳) یک بازیکن فوتبال اهل نیجریه است.او از آن دسته بازیکنان تاریخ فوتبال نیجریه بود،که موفق به حضور در تیم های باشگاهی بزرگی نظیر آژاکس آمستردام شد.او سال های آخر بازی خود را در تیم الاهلی عربستان سپری کرد.

## باشگاهی
از باشگاه‌هایی که در آن بازی کرده‌است می‌توان به آژاکس آمستردام، گنچلربیرلیغی اسپور، باشگاه فوتبال چانگچون یاتای، ویتس‌آرنهم، و باشگاه فوتبال الاتحاد عربستان سعودی اشاره کرد.

## تیم ملی
وی همچنین در تیم ملی فوتبال نیجریه بازی کرده است.